# Монастырь Подмаине
Монастырь Подмаине (серб. Манастир Подмаине) — православный монастырь в городе Будва (Черногория) примерно в 2,5 км от старого города. Монастырь также известен под названием Подострог. Оба названия монастырь получил от окружающей его местности — земель общины Маини и горы Острог.

## История

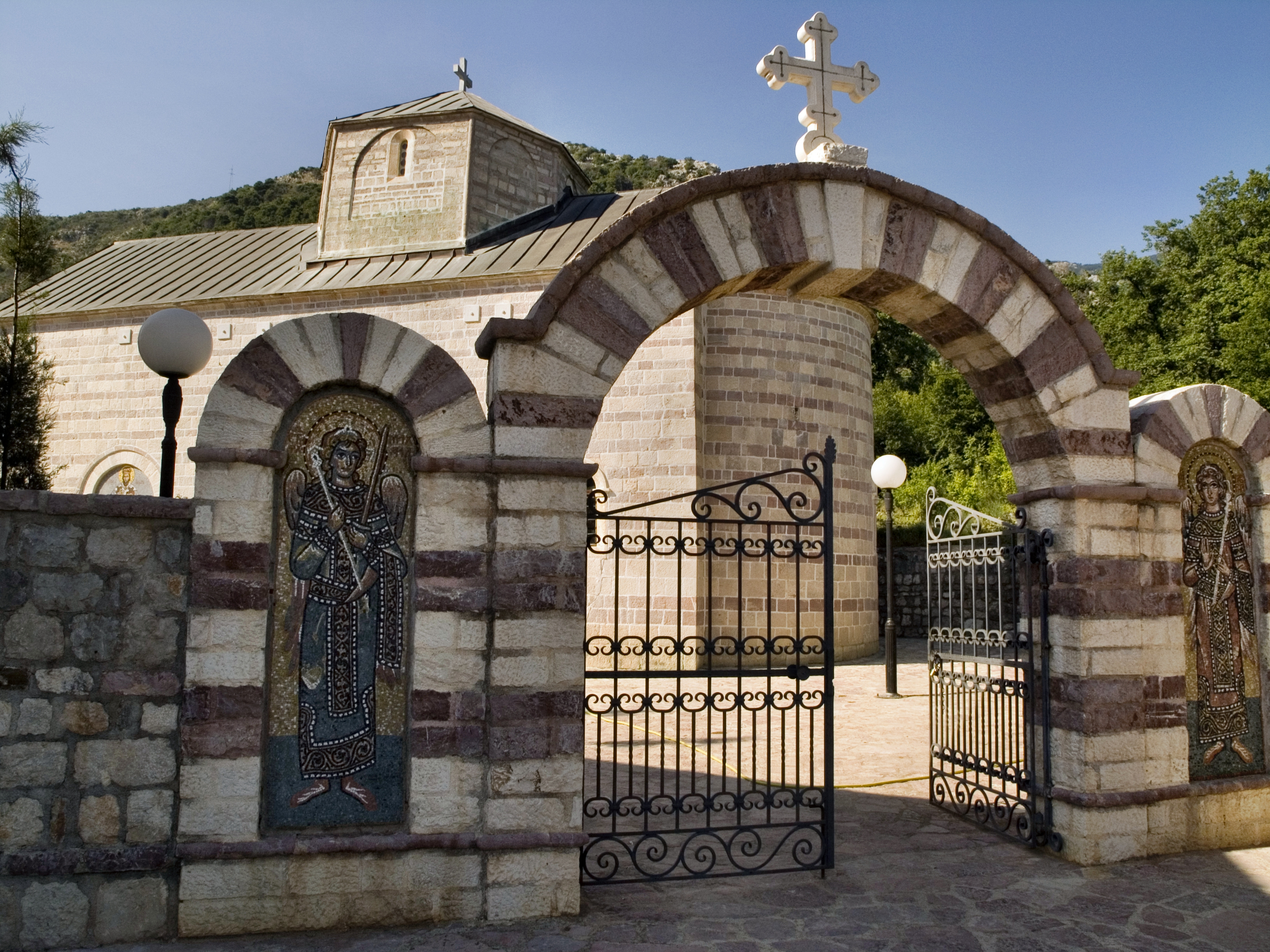
Монастырские ворота

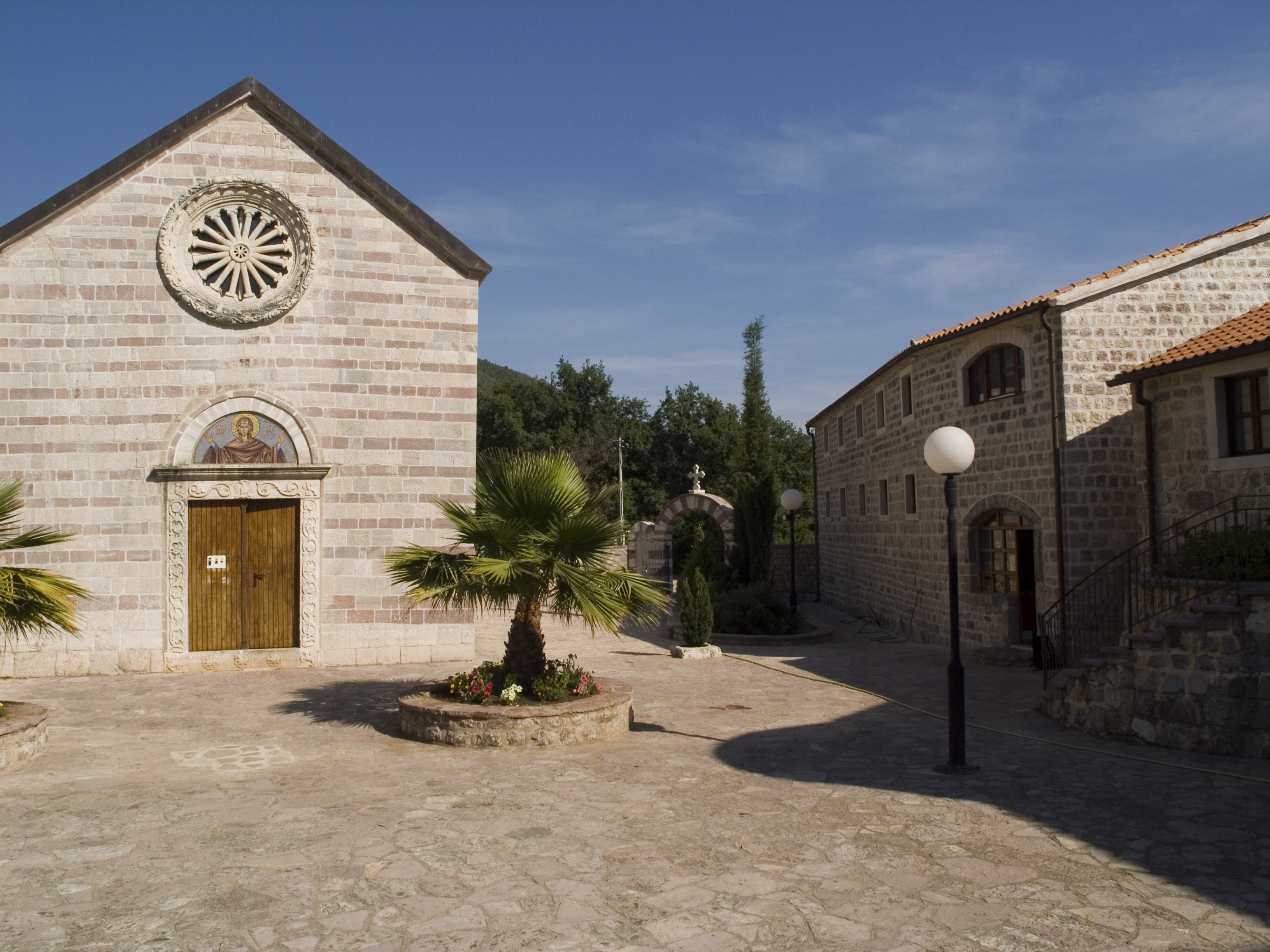
Внутренний двор монастыря

Точное время основания монастыря неизвестно, предположительно он появился во время правления средневековой сербской династии Неманичей. По легенде, Святой Савва Сербский именно из этого монастыря отправился в паломничество на Святую Землю.
В XV веке в монастыре была построена небольшая каменная церковь Успения Богоматери, сохранившаяся до сего дня. По имеющейся в ней надписи, она была обновлена в 1630 году.
Являлся летней резиденцией черногорских митрополитов, в частности, в нём часто бывал основатель династии Петровичей-Негошей митрополит Даниил, построивший рядом с монастырём сохранившийся до нынешних времён каменный мост.
В 1718 году, по Пожаревацкому миру,территория общины Маини вместе с монастырём отошла Венецианской республике, но сам монастырь остался в собственности черногорских митрополитов. В монастыре митрополит Даниил и умер 4 января 1735 года и был похоронен в малой церкви Успения.
В 1747 году черногорский митрополит Савва Петрович Негош заложил новый большой главный храм Успения Богородицы. Интерьер церкви был украшен рисанским художником Рафаилом Димитриевичем. В новый храм перенесли и прах митрополита Даниила. В 1856 году, после закрытия монастыря, его прах был перенесён на вершину Орлова Креста в Цетине.
Монастырь часто посещал митрополит и поэт Пётр II Петрович, любивший прогуливаться по построенной им монастырской террасе с видом на море. В этом монастыре Пётр II Петрович написал свою поэму «Слободиада» и часть поэмы «Горский венец».
В 1837 году, уступая давлению австрийцев, к которым приморские территории Черногории перешли после Наполеоновских войн, Пётр II Петрович был вынужден продать им монастырь. Австрийцы использовали монастырский комплекс в качестве военного укрепления, в малой церкви разместилась тюрьма.
В 1850-е годы бывший монастырь выкупил священник из соседних Маин Филипп Танович, который поддерживал здания монастыря в относительной сохранности. Богатая библиотека монастыря была продана им сербскому просветителю Вуку Караджичу.
В 1864 году монастырь пострадал от пожара.
В 1869 году, при подавлении Бокельского восстания, австрийцы снова сожгли монастырь, и после этого он не восстанавливался.

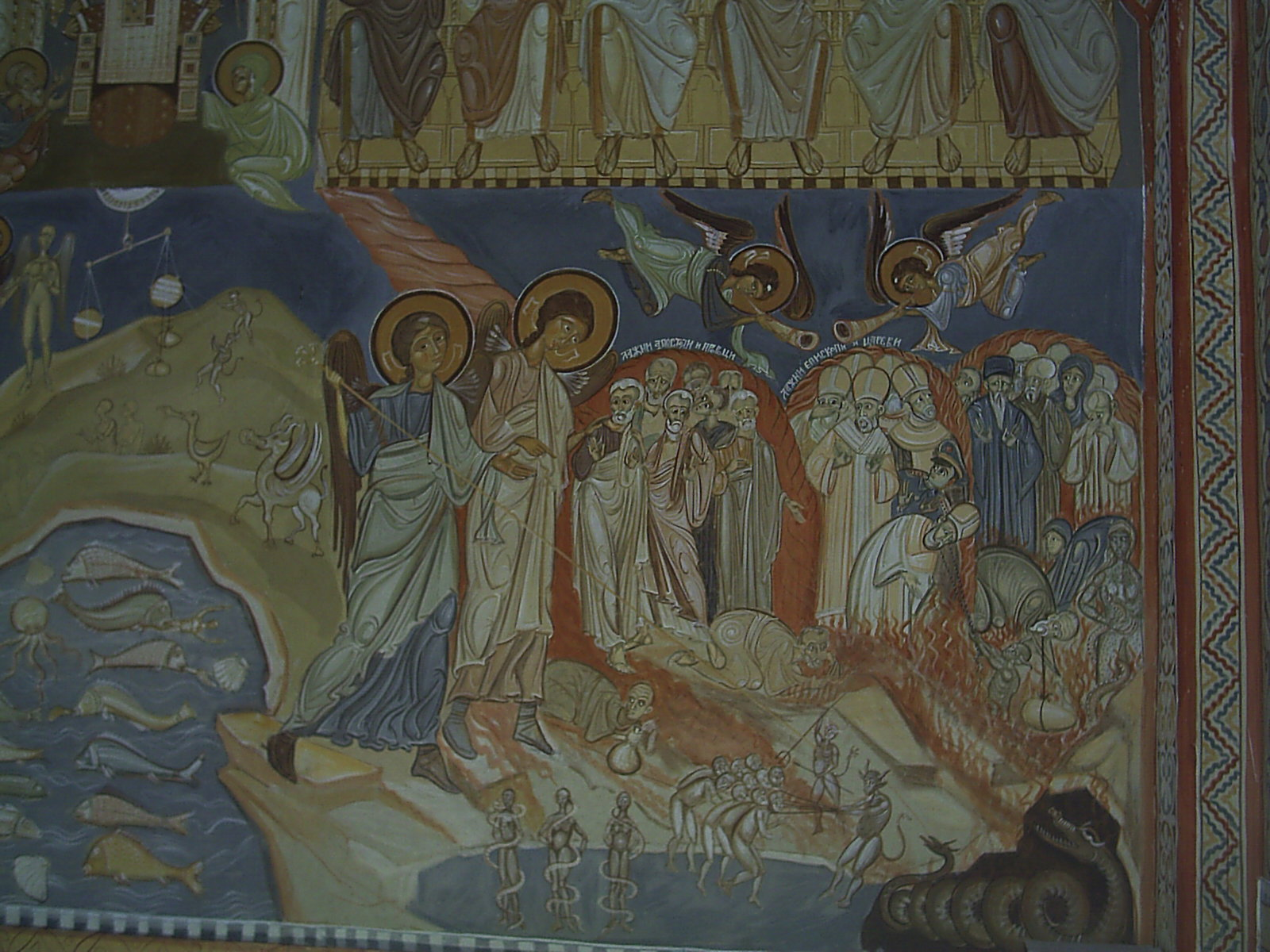
И. Броз Тито в аду (в форме)

Монастырь оставался в собственности наследников Тановича вплоть до 1953 года, когда был национализирован государством и до 1994 года находился в ведении Института по защите памятников культуры Черногории.
В 1979 году монастырские здания сильно пострадали от землетрясения.
Монастырь был вновь открыт в 1995 году.
Большой храм Успения был реставрирован и заново расписан Владимиром Киришавичем в конце 1990-х — 2000 годах. Интересно, что в сцены Страшного Суда иконописец поместил среди грешников в аду югославского коммунистического лидера Иосипа Броз Тито.
Настоятель монастыря с февраля 2009 года — игумен Рафаил Болевич (Рафаило Бољевић).